# Gisèle Dufour
Pour les articles homonymes, voir Dufour.
Gisèle Dufour est une comédienne québécoise née le 7 juillet 1930 à Saint-Siméon et morte le 6 mai 2022 à Montréal.

## Biographie
Née le 7 juillet 1930 à Saint-Siméon, Gisèle Dufour est la fille de l'entrepreneur Camille Dufour et d’Amandine Bouchard,.
Elle est principalement connue pour avoir incarné la très distinguée Marie-Hélène Pinson dans le téléroman Les Moineau et les Pinson, série diffusée entre le 6 septembre 1982 et le 29 avril 1985 sur le réseau TVA.
Entre 1959 et 1989, elle tourne dans une dizaine de téléromans populaires à la Télévision de Radio-Canada, parmi lesquels on retient Filles d'Ève, Rue de l'anse et Le Paradis terrestre.
Elle meurt le 6 mai 2022 à Montréal.

## Filmographie

### Cinéma
- 1976 : Parlez-nous d'amour de Jean-Claude Lord : animatrice de Hot Lines
- 1987 : Tristesse modèle réduit de Robert Morin : Maman

### Télévision
- 1954 : L'insoumise (téléthéâtre) : Ourida
- 1959 : La troisième victime (téléthéâtre) : Nancy Grandall
- 1959 - 1962 : Ouragan (série télévisée) : rôle inconnu
- 1960 - 1964 : Filles d'Ève (série télévisée) : Gilberte Doyon
- 1963 - 1965 : Rue de l'anse (série télévisée) : Gaby
- 1963 - 1966 : De 9 à 5 (téléroman) : rôle inconnu
- 1966 - 1977 : Rue des Pignons (série télévisée) : Laura Dumas
- 1968 - 1972 : Le Paradis terrestre (série télévisée) : Gaétane Damphousse
- 1970 - 1978 : Les Berger (série télévisée) : Yanina Valesco
- 1973 :  À guichet fermé : Papa (téléthéâtre) : Florelle
- 1975 : La Petite Patrie (série télévisée) : Irène Lemay
- 1975 - 1977 : Y'a pas de problème (série télévisée) : Mme Milot
- 1976 - 1979 : Grand-Papa (série télévisée) : Mme Langlois
- 1977 - 1979 : Faut le faire (série télévisée) : Jeanne de Montmorency
- 1981 : Week-end (série télévisée) : Alice
- 1982 - 1985 : Les Moineau et les Pinson (série télévisée) : Marie-Hélène Pinson
- 1988 - 1990 : Entre chien et loup (série télévisée) : Maggy Trudeau
- 1989 : Avec un grand A (épisode « Pauline et Renée ») : Aline
- 1996 : Virginie : Judith Gagnon

## Théâtre
- 1961 : L’opéra de quat’sous (Bertolt Brecht) : rôle de Betty
- 1962 : L’opéra de quat’sous (Bertolt Brecht) : rôle de Lucy
- 1963 - 1964 : 8 femmes (Robert Thomas) : rôle de Pierrette